# Laura-Ioana Paar
Laura-Ioana Paar (* 31. Mai 1988 als Laura-Ioana Andrei in Bukarest) ist eine rumänische Tennisspielerin.

## Karriere
Paar begann das Tennisspielen im Alter von sechs Jahren und spielte bislang sehr erfolgreich auf der ITF Women’s World Tennis Tour, wo sie bereits 13 Titel im Einzel und 53 im Doppel gewinnen konnte.
Im Mai 2019 erreichte sie über die Qualifikation das Hauptfeld des Nürnberger Versicherungscup, wo sie somit zum ersten Mal im Hauptfeld eines Turniers der WTA Tour stand.
2012 und 2013 spielte Paar für den TC Amberg am Schanzl in der 2. Tennis-Bundesliga und 2014 nach dem Aufstieg in der 1. Tennis-Bundesliga.
2014 wurde sie zusammen mit ihrem späteren Ehemann Calin Alexandru Paar bayerische Meisterin im Mixed.

## Turniersiege

### Einzel
| Nr. | Datum             | Turnier             | Kategorie   | Belag             | Finalgegnerin              | Ergebnis         |
| --- | ----------------- | ------------------- | ----------- | ----------------- | -------------------------- | ---------------- |
| 1.  | 14. November 2010 | Le Havre            | ITF $10.000 | Sand              | Céline Ghesquière          | 6:2, 6:4         |
| 2.  | 30. Juli 2012     | Ankara              | ITF $10.000 | Sand              | Sabina Sharipova           | 6:0, 6:1         |
| 3.  | 19. August 2012   | Bucharest           | ITF $10.000 | Sand              | Catherine Chantraine       | 6:0, 6:1         |
| 4.  | 22. Oktober 2012  | Dubrovnik           | ITF $10.000 | Sand              | Lenka Juríková             | 3:6, 6:4, 6:2    |
| 5.  | 4. Februar 2013   | Antalya             | ITF $10.000 | Sand              | Eva Fernández Brugués      | 6:2, 4:6, 6:2    |
| 6.  | 24. Juni 2013     | Balș                | ITF $10.000 | Sand              | Anastasia Vdovenco         | 6:73, 7:64, 7:63 |
| 7.  | 1. November 2015  | Ismaning            | ITF $10.000 | Teppich (Halle)   | Adrijana Lekaj             | 6:2, 6:2         |
| 8.  | 3. Dezember 2016  | Cordenons           | ITF $10.000 | Teppich (Halle)   | Laura Schaeder             | 6:4, 6:2         |
| 9.  | 10. Dezember 2016 | Ortisei             | ITF $10.000 | Hartplatz (Halle) | Deborah Chiesa             | 6:2, 6:75, 6:4   |
| 10. | 2. April 2017     | Scharm asch-Schaich | ITF $15.000 | Hartplatz         | Anastasia Vdovenco         | 6:1, 6:1         |
| 11. | 11. Februar 2018  | Scharm asch-Schaich | ITF $15.000 | Hartplatz         | Anna Michailowna Pribylowa | 6:3, 6:1         |
| 12. | 26. Januar 2019   | Stuttgart-Stammheim | ITF W15     | Hartplatz (Halle) | Anastasia Kulikova         | 6:3, 6:1         |
| 13. | 14. April 2019    | Sunderland          | ITF W25     | Hartplatz (Halle) | Harriet Dart               | 7:5, 4:6, 6:2    |

### Doppel
| Nr. | Datum              | Turnier                 | Kategorie         | Belag             | Partnerin             | Finalgegnerinnen                          | Ergebnis           |
| --- | ------------------ | ----------------------- | ----------------- | ----------------- | --------------------- | ----------------------------------------- | ------------------ |
| 1.  | 16. Juni 2006      | Mediaș                  | ITF $10.000       | Sand              | Andrada Dinu          | Raluca Ciulei Diana Enache                | 7:5, 7:5           |
| 2.  | 28. Juli 2006      | Arad                    | ITF $10.000       | Sand              | Gabriela Niculescu    | Karolina Jovanović Neda Kozić             | 6:2, 6:3           |
| 3.  | 4. August 2006     | Bukarest                | ITF $10.000       | Sand              | Gabriela Niculescu    | Maria Luiza Crăciun Ágnes Szatmári        | 6:3, 3:6, 6:4      |
| 4.  | 8. September 2006  | Bukarest                | ITF $10.000       | Sand              | Maria Luiza Crăciun   | Diana Enache Antonia Xenia Tout           | 6:4, 1:6, 6:3      |
| 5.  | 9. Juni 2007       | Pitești                 | ITF $10.000       | Sand              | Raluca Ciulei         | Diana Enache Antonia Xenia Tout           | 6:2, 6:4           |
| 6.  | 8. Juni 2008       | Pitești                 | ITF $10.000       | Sand              | Mihaela Buzărnescu    | Simona-Iulia Matei Valentina Sulpizio     | 7:5, 3:6, [10:2]   |
| 7.  | 15. Juni 2008      | Craiova                 | ITF $10.000       | Sand              | Diana Enache          | Irina-Camelia Begu Alexandra Damaschin    | 6:3, 6:1           |
| 8.  | 22. Juni 2008      | Bukarest                | ITF $10.000       | Sand              | Mihaela Buzărnescu    | Benedetta Davato Valentina Sulpizio       | 6:4, 4:6, [10:6]   |
| 9.  | 1. August 2008     | Arad                    | ITF $10.000       | Sand              | Diana Enache          | Elora Dabija Andreea Mitu                 | 3:6, 6:2, [10:6]   |
| 10. | 29. August 2008    | Bukarest                | ITF $10.000       | Sand              | Irina-Camelia Begu    | Ljudmyla Kitschenok Nadija Kitschenok     | 6:2, 3:6, [10:6]   |
| 11. | 5. September 2008  | Brașov                  | ITF $10.000       | Sand              | Irina-Camelia Begu    | Bianca Hîncu Cristina-Madalina Stancu     | 6:2, 6:2           |
| 12. | 14. September 2008 | Budapest                | ITF $10.000       | Sand              | Irina-Camelia Begu    | Davinia Lobbinger Efrat Mishor            | 6:2, 6:4           |
| 13. | 29. September 2008 | Sandanski               | ITF $10.000       | Sand              | Sylwia Zagórska       | Elena Bogdan Aljona Sotnykowa             | 6:3, 6:1           |
| 14. | 15. Mai 2009       | Bukarest                | ITF $10.000       | Sand              | Diana Gae             | Dessislawa Mladenowa Dalia Zafirova       | 6:1, 5:7, [14:12]  |
| 15. | 5. Juni 2009       | Bukarest                | ITF $10.000       | Sand              | Ioana Gașpar          | Simona-Iulia Matei Andreea Mitu           | 6:3, 7:63          |
| 16. | 26. Juli 2009      | Les Contamines-Montjoie | ITF $25.000       | Hartplatz         | Patrycja Sanduska     | Anaïs Laurendon Nicole Riner              | 6:3, 6:2           |
| 17. | 23. Mai 2010       | Bukarest                | ITF $10.000       | Sand              | Mădălina Gojnea       | Diana Enache Andreea Mitu                 | 6:4, 3:6, [10:7]   |
| 18. | 4. Juni 2010       | Bukarest                | ITF $10.000       | Sand              | Mădălina Gojnea       | Elora Dabija Ioana Gașpar                 | 6:2, 6:4           |
| 19. | 13. August 2010    | Onești                  | ITF $10.000       | Sand              | Mihaela Buzărnescu    | Camelia Hristea Biljana Pawlowa-Dimitrova | 7:67, 6:2          |
| 20. | 20. August 2010    | Bukarest                | ITF $10.000       | Sand              | Mihaela Buzărnescu    | Diana Enache Camelia Hristea              | 6:1, 6:3           |
| 21. | 24. April 2011     | Antalya                 | ITF $10.000       | Hartplatz         | Sylwia Zagórska       | Marta Sirotkina Marija Scharkowa          | 6:1, 7:60          |
| 22. | 30. April 2011     | Antalya                 | ITF $10.000       | Hartplatz         | Ekaterine Gorgodse    | Aleksandra Romanova Marija Scharkowa      | 6:1, 7:5           |
| 23. | 7. Mai 2011        | İstanbul                | ITF $10.000       | Hartplatz         | Sopia Kwazabaia       | Dessislawa Mladenowa Anja Prislan         | 6:2, 6:2           |
| 24. | 29. Mai 2011       | Bukarest                | ITF $10.000       | Sand              | Camelia Hristea       | Cecilia Estlander Katharina Negrin        | 7:65, 6:1          |
| 25. | 27. August 2011    | Bukarest                | ITF $10.000       | Sand              | Camelia Hristea       | Ionela-Andreea Iova Andreea Văideanu      | 6:1, 7:5           |
| 26. | 11. November 2011  | Antalya                 | ITF $10.000       | Sand              | Raluca Elena Platon   | Vaszilisza Bulgakova Elena Kulikova       | 6:4, 6:1           |
| 27. | 25. Juni 2012      | Balș                    | ITF $10.000       | Sand              | Raluca Elena Platon   | Camelia Hristea Alice-Andrada Radu        | 5:7, 6:3, [10:8]   |
| 28. | 5. August 2012     | Ankara                  | ITF $10.000       | Sand              | Zuzana Zlochová       | Kazusa Ito Kaori Onishi                   | 4:6, 6:0, [10:4]   |
| 29. | 12. August 2012    | Bursa                   | ITF $10.000       | Sand              | Melanie Klaffner      | Erika Takao Remi Tezuka                   | 6:2, 6:2           |
| 30. | 13. August 2012    | Bukarest                | ITF $10.000       | Sand              | Raluca Elena Platon   | Julia Helbet Sofiko Kadzhaya              | 3:6, 6:2, [10:5]   |
| 31. | 12. November 2012  | Antalya                 | ITF $10.000       | Sand              | Raluca Elena Platon   | Hülya Esen Lütfiye Esen                   | 6:4, 3:6, [10:7]   |
| 32. | 17. Juni 2013      | Bukarest                | ITF $10.000       | Sand              | Raluca Elena Platon   | Raluca Ciufrila Andreea Ghițescu          | 6–2, 7–62          |
| 33. | 4. August 2013     | Bad Saulgau             | ITF $25.000       | Sand              | Elena Bogdan          | Barbora Krejčíková Kateřina Siniaková     | 6:711, 6:4, [10:8] |
| 34. | 3. September 2016  | Prag                    | ITF $10.000       | Sand              | Sarah-Rebecca Sekulic | Miriam Kolodziejová Vendula Žovincová     | 6:4, 6:2           |
| 35. | 29. Oktober 2016   | Stockholm               | ITF $10.000       | Hartplatz (Halle) | Anna Klasen           | Mirjam Björklund Brenda Njuki             | 6:2, 6:2           |
| 36. | 26. November 2016  | Helsinki                | ITF $10.000       | Hartplatz (Halle) | Karen Barritza        | Alina Silitsch Walerija Zeleva            | 6:4, 6:3           |
| 37. | 2. Dezember 2016   | Cordenons               | ITF $10.000       | Teppich (Halle)   | Anastasia Zarycká     | Nina Stadler Caroline Werner              | 6:0, 7:63          |
| 38. | 10. Dezember 2016  | Ortisei                 | ITF $10.000       | Hartplatz (Halle) | Sarah-Rebecca Sekulic | Xenija Palkina Anna-Giulia Remondina      | 6:2, 6:3           |
| 39. | 10. März 2017      | Solarino                | ITF $15.000       | Teppich           | Petra Krejsová        | Ylena In-Albon Tatiana Pieri              | 6:0, 6:3           |
| 40. | 16. März 2017      | Solarino                | ITF $15.000       | Teppich           | Petra Krejsová        | Ylena In-Albon Georgia Brescia            | 6:3, 6:2           |
| 41. | 1. April 2017      | Scharm asch-Schaich     | ITF $15.000       | Hartplatz         | Melanie Klaffner      | Emilie Francati Kajsa Rinaldo Persson     | 6:4, 7:5           |
| 42. | 10. Juni 2017      | Staré Splavy            | ITF $25.000       | Sand              | Anastasia Zarycká     | Tayisiya Morderger Yana Morderger         | 6:3, 6:4           |
| 43. | 8. Juli 2017       | Darmstadt               | ITF $25.000       | Sand              | Anastasia Zarycká     | Sandra Samir Kathinka von Deichmann       | 4:6, 7:65, [10:3]  |
| 44. | 5. August 2017     | Woking                  | ITF $25.000       | Hartplatz         | Petra Krejsová        | Mihaela Buzărnescu Justyna Jegiołka       | 4:6, 6:2, [11:9]   |
| 45. | 11. August 2017    | Chiswick                | ITF $25.000       | Hartplatz         | Julia Wachaczyk       | Katy Dunne Eliza Kostowa                  | 7:5, 7:5           |
| 46. | 15. September 2017 | Székesfehérvár          | ITF $15.000       | Sand              | Elena Bogdan          | Réka Luca Jani Panna Udvardy              | 1:6, 6:2, [10:7]   |
| 47. | 27. Januar 2018    | Stuttgart-Stammheim     | ITF $15.000       | Hartplatz (Halle) | Raluca Șerban         | Petra Krejsová Jesika Malečková           | 6:0, 6:77, [10:5]  |
| 48. | 26. Januar 2019    | Stuttgart-Stammheim     | ITF $15.000       | Hartplatz (Halle) | Julia Wachaczyk       | Eleonora Molinaro Daniela Vismane         | 7:5, 6:0           |
| 49. | 16. Februar 2019   | Trnava                  | ITF W25           | Hartplatz (Halle) | Anastasia Zarycká     | Maja Chwalińska Miriam Kolodziejová       | 6:4, 6:3           |
| 50. | 3. November 2019   | Petingen                | ITF W25           | Hartplatz (Halle) | Julia Wachaczyk       | Katarzyna Piter Arantxa Rus               | 7:611, 1:6, [11:9] |
| 51. | 10. November 2019  | Saint-Étienne           | ITF W25           | Hartplatz (Halle) | Marina Melnikowa      | Cristina Bucșa Julia Wachaczyk            | 6:3, 6:77, [11:9]  |
| 52. | 8. Februar 2020    | Trnava                  | ITF W25           | Hartplatz (Halle) | Miriam Kolodziejová   | Wiktorija Kan Hanna Posnichirenko         | 6:1, 6:1           |
| 53. | 29. Februar 2020   | Altenkirchen            | ITF W25           | Teppich (Halle)   | Andreea Mitu          | Anna Popescu Chiara Scholl                | 7:5, 6:2           |
| 54. | 8. März 2020       | Lyon                    | WTA International | Hartplatz (Halle) | Julia Wachaczyk       | Lesley Pattinama Kerkhove Bibiane Schoofs | 7:5, 6:4           |